# Ruxandra Dragomir
Ruxandra Dragomir Ilie (n. 24 octombrie 1972, Pitești, România) este o fostă jucătoare de tenis din România. Între anii 1990 și 2001 ea a câștigat 9 turnee de tenis la simplu. La data de 15 august 1997 Ruxandra Dragomir ocupă locul 15 pe lista celor mai buni jucători de tenis din lume. În anul 2001 s-a căsătorit cu Florent Ilie și, după o pauză cauzată de o rănire și de nașterea a doi copii, continuă să ia parte la turnee sportive. În perioada 2009-2013 a fost președinte al Federației Române de Tenis.